# C+C Music Factory-diszkográfia
Ez a szócikk az amerikai C+C Music Factory diszkográfiája, mely 3 stúdióalbumot, és 9 dalt, 7 válogatás albumot tartalmaz.

## Diszkográfia

### Stúdióalbumok
| 1990                                | Gonna Make You Sweat - Első stúdióalbum - Megjelent: 1990 december 13 - Label: Columbia | 2   | 11 | 7  | 26 | 59 | 3  | 30 | 13 | 8 | - RIAA: 5× Platina - BPI: Arany - MC: 4× Platina |
| 1994                                | Anything Goes! - Második stúdióalbum - Megjelent: 1994 augusztus 9 - Label: Columbia    | 106 | 39 | 36 | —  | 63 | 25 | —  | 46 | — |                                                  |
| 1995                                | C+C Music Factory - Harmadik stúdióalbum - Megjelent: 1995 - Label: MCA                 | —   | —  | —  | —  | —  | —  | —  | —  | — |                                                  |
| "—" nem volt slágerlistás helyezés. |                                                                                         |     |    |    |    |    |    |    |    |   |                                                  |

### Kislemezek
| 1990                                | "Gonna Make You Sweat (Everybody Dance Now)" (featuring Martha Wash and Freedom Williams) | 1  | 1  | 3  | 1  | 1  | 2  | 5  | 1  | 3  | - RIAA: Platina | Gonna Make You Sweat   |
| 1991                                | "Here We Go (Let's Rock & Roll)" (featuring Zelma Davis and Freedom Williams)             | 3  | 1  | 20 | 14 | 15 | 9  | 33 | 11 | 20 | - RIAA: Arany   | Gonna Make You Sweat   |
| 1991                                | "Things That Make You Go Hmmm..." (featuring Zelma Davis and Freedom Williams)            | 4  | 1  | 6  | 27 | 19 | 2  | 14 | 15 | 4  | - RIAA: Arany   | Gonna Make You Sweat   |
| 1991                                | "Just a Touch of Love" (featuring Zelma Davis)                                            | 50 | 1  | 26 | —  | 47 | 21 | —  | 21 | 31 |                 | Gonna Make You Sweat   |
| 1992                                | "Keep It Comin' (Dance Till You Can't Dance No More)"                                     | 83 | 1  | 46 | —  | 30 | 17 | —  | —  | 34 |                 | Buffy, a vámpírok réme |
| 1994                                | "Do You Wanna Get Funky" (featuring Martha Wash, Zelma Davis és Trilogy)                  | 40 | 1  | 11 | 41 | 18 | 2  | 37 | —  | 27 |                 | Anything Goes!         |
| 1994                                | "Take a Toke"                                                                             | —  | 23 | —  | 88 | —  | —  | —  | —  | 26 |                 | Anything Goes!         |
| 1994                                | "I Found Love" (featuring Zelma Davis)                                                    | —  | 13 | —  | —  | —  | —  | —  | 26 | —  |                 | Anything Goes!         |
| 1994                                | "Robi-Rob's Boriqua Anthem"                                                               | 36 | —  | —  | —  | —  | —  | —  | —  | —  |                 | Anything Goes!         |
| 1995                                | "I'll Always Be Around"                                                                   | —  | 1  | —  | —  | —  | 38 | 51 | —  | 42 |                 | C+C Music Factory      |
| 1995                                | "Musica Es Mi Vida"                                                                       | —  | —  | —  | —  | —  | —  | —  | —  | —  |                 | C+C Music Factory      |
| 1996                                | "Don't Stop The Music"                                                                    | —  | —  | —  | —  | —  | —  | —  | —  | —  |                 | C+C Music Factory      |
| "—" nem volt slágerlistás helyezés. |                                                                                           |    |    |    |    |    |    |    |    |    |                 |                        |

### Válogatásalbumok
| Év   | Album megjelenés                                                                       | Legjobb slágerlistás helyezés | Legjobb slágerlistás helyezés | Legjobb slágerlistás helyezés | Legjobb slágerlistás helyezés | Legjobb slágerlistás helyezés | Legjobb slágerlistás helyezés | Legjobb slágerlistás helyezés | Legjobb slágerlistás helyezés | Legjobb slágerlistás helyezés | Díjak, jelölések |
| Év   | Album megjelenés                                                                       | US                            | US R&B                        | AUS                           | AUT                           | NL                            | NZ                            | SWE                           | SWI                           | UK                            | Díjak, jelölések |
| ---- | -------------------------------------------------------------------------------------- | ----------------------------- | ----------------------------- | ----------------------------- | ----------------------------- | ----------------------------- | ----------------------------- | ----------------------------- | ----------------------------- | ----------------------------- | ---------------- |
| 1995 | Ultimate - Megjelent: 1995 - Label: Columbia                                           | —                             | —                             | —                             | —                             | —                             | —                             | —                             | —                             | —                             |                  |
| 1996 | In The Groove - Megjelent: 1996 - Label: Sony Music                                    | —                             | —                             | —                             | —                             | —                             | —                             | —                             | —                             | —                             |                  |
| 2000 | Super Hits - Megjelent: 2000 - Label: Columbia                                         | —                             | —                             | —                             | —                             | —                             | —                             | —                             | —                             | —                             |                  |
| 2005 | Fierce! - Megjelent: 2005 - Label: Columbia                                            | —                             | —                             | —                             | —                             | —                             | —                             | —                             | —                             | —                             |                  |
| 2008 | Playlist: The Very Best Of C+C Music Factory - Megjelent: 2008 - Label: Columbia       | —                             | —                             | —                             | —                             | —                             | —                             | —                             | —                             | —                             |                  |
| 2009 | Bang That Beat (The Best Of C + C Music Factory) - Megjelent: 2009 - Label: Sony Music | —                             | —                             | —                             | —                             | —                             | —                             | —                             | —                             | —                             |                  |
| 2011 | S.O.U.L. - Megjelent: 2011 - Label: Sony Music                                         | —                             | —                             | —                             | —                             | —                             | —                             | —                             | —                             | —                             |                  |